# Microdon lacteipennis
Microdon lacteipennis är en tvåvingeart som beskrevs av Shannon 1927. Microdon lacteipennis ingår i släktet myrblomflugor, och familjen blomflugor. Inga underarter finns listade i Catalogue of Life.